# Магистрала са предње стране
Магистрала са предње стране (енгл. Front-side bus, FSB)) је била интерфејс за компјутерску комуникацију (магистрала). Овај интерфејс се често користио у компјутерима базираним на Интел-овим чиповима током 90-их година 20. века и првих година 21. века. EV6 магистрала, која јој је била конкуренција, је вршила исту функцију код AMD-ових процесора. Обе магистрале обично преносе податке између процесора (CPU) и средишта за контролу меморије, познатијег као Северни мост.
У зависности од имплементације, неки компјутери су такође могли да имају магистралу са задње стране која повезује процесор са кешом. Ова магистрала и кеш који је повезан са њом су бржи него да се приступа системској меморији (или RAM) преко магистрале са предње стране. Брзина магистрале са предње стране се обично користи као важно мерило перформанси компјутера.
Оригинална архитектура магистрале са предње стране је била замењена са HyperTransport, Intel QuickPath Interconnect или Direct Media Interface код модерних процесора.

## Историја
Овај термин је почео да користи Интел у време када су Pentium Pro и Pentium II били најављени 90-их година 20. века.
"Предња страна" се односи на екстерни интерфејс од процесора до остатка компјутерског система, за разлику од задње стране, где се магистрала са задње стране повезује на кеш (и потенцијално са осталим процесорима).
FSB се најчешће користи на матичним плочама везаним за PC (укључујући и сервере), а ређе код магистрала за податке и адресе код уграђених система и сличних мањих компјутера. Овај дизајн је представљао побољшање перформансе у ондосу на дизајн са једном системском магистралом која се користила претходних деценија.
Магистрале са предње стране обично повезују процесор са остатком хардвера преко чипсета. Овај чипсет је Интел имплементирао као северни мост и јужни мост. Остале магистрале као PCI, AGP и меморијске магистрале се повезују на чипсет како би подаци протицали између повезаних уређаја. Ове секундарне системске магистрале обично имају брзину која зависи од фреквенције магистрале са предње стране, али нису обавезно и синхронизоване са њом.
Као одговор на AMD-ову Torrenza иницијативу, Интел је отворио свој FSB CPU сокет уређајима других произвођача.
Пре ове најаве, коју је Интел обзнанио у лето 2007. године на Intel Developer Forum-у у Пекингу, Интел је строго пазио ко има приступ FSB-у, дозвољавајући само Интел-ове процесоре у CPU сокет. Први пример је био FPGA ко-процесор, резултат сарадње Intel-Xilinx-Nallatech и Intel-Altera-XtremeData (испоручиван од 2008. гофине).

## Повезане брзине компоненти

### Процесор
Фреквенција на којој процесор (CPU) ради се одређује тако што се на брзину магистрале са предње стране примени умножилац такта. На пример процесор који ради на 3200 MHz може да користи 400 MHz FSB. Ово значи да постоји интерно подешавање умножиоца такта (познатко као однос магистрала/језгро) које износи 8, то јест, CPU је подешен да ради на 8 пута већој фреквенцији од магистрале са предње стране: 400 MHz × 8 = 3200 MHz. Различите брзине CPU-а се добијају тако што се мења било фреквенција FSB-а било CPU умножилац.

### Меморија
Подешавање брзине FSB-а је директно повезано са квалитетом брзине меморије коју систем мора да користи. Меморијска магистрала повезује северни мост и RAM, исто као што и магистрала са предње стране повезује процесор и северни мост. Ове две магистрале често морају да раде на истој фреквенцији. Повећавајући фреквенцију магистрале са предње стране на 450 MHz у највећем броју случаја значи да меморијска магистрала радити на 450 MHz.
У новијим системима може да се види меморијски однос од "4:5" и слично. Меморија ће бити 5/4 пута бржа од FSB-а у овоји ситуацији, што значи да ће магистрала од 400 MHz радити са меморијом од 500 MHz. Ово се обично назива 'асинхрони' систем. Због разлике у процесорској и системској архитектури, системске перформансе могу да варирају на неочекиване начине са различитим FSB-меморија-односима.
Код синтезе слике, звука, видеа, видео-игара, FPGA и код научних апликација које врше малу количину рада на сваки елемент већег скупа података, FSB брзина постаје главни проблем по питању перформансе. Спор FSB ће натерати CPU да троши значајну количину времена чекајући да подаци стигну од RAM-а. Међутим, ако су рачунске операције за сваки елемент комплексније, процесор ће дуже времена да их извршава; тиме ће FSB бити у такту јер је брзина приступа меморији смањена.

### Периферне магистрале
Слично меморијској магистрали, PCI и AGP магистрале такође могу да раде асинхроно у односу на магистралу са предње стране. У старијим системима, ове магистрале су функционисале на одређеној фракцији брзине магистрале са предње стране. Ову фракцију је одређивао BIOS. У новијим системима PCI, AGP, и PCI E периферне магистрале често добијају свој тактни сигнал, што елиминише њихову зависност од тајминга магистрале са предње стране.

### Оверклокинг
Оверклокинг је пракса приморавања компјутерских компоненти да раде боље него што њихове нормалне перформансе дозвољавају, тако што се манипулише фреквенција на којоји је компонента подешена да ради, и по потреби, мења волтажа која се шаље компоненти како би стабилније функционисала на овим већим фреквенцијама.
Пуно матичних плоча дозвољава кориснику да ручно подешава умножилац такта и FSB подешавања тако што мења скакаче или BIOS подешавања. Скоро сви CPU произвођачи сада "закључају" претходно подешено подешавање умножиоца у чип. Могуће је откључати неке закључане процесоре; на пример, неки AMD Athlon могу бити откључани повезивањем електричних контаката преко тачака на површини процесора. Неки други процесори од AMD-а и Интел-а су откључани од стране фабрике и корисници и трговци их због ове карактеристике обележавају као процесоре "за ентузијасте". Повећавањем FSB брзине може да се повећа брзина процесирања јер се смањује кашњење измећу CPU-а и северног моста.
Ова пракса тера компоненте да раде брже него што је предвиђено и може изазвати неправилно понашање, прегрејавање или превремени квар. Чак и ако компјутери изгледјау као да раде нормално, проблеми могу да се појаве при тешком оптерећењу. Већина компјутера купљена од трговаца или произвођача, као што је Хјулет-Пакард или Del, не дозвољавају кориснику да мења умножилац или FSB подешавања због вероватноће неправилног понашања или квара. Матичне плоче које су купљене одвојено како би се направила лична машина чешће дозвоњавају кориснику да мења умножилац и FSB подешавања у BIOS-у.

## Еволуција
Магистрала са предње стране је имала предност веће флексибилности и ниже цене када је први пут била дизајнирана. Једноставни симетрични мултипроцесори стављају неколико процесора на заједнички FSB, али перформансе се нису линеарно повећавале због уског грла у протоку.
Магистрала са предње стране је коришћена у свим Intel Atom, Celeron, Pentium, Core 2, и Xeon процесорским моделима до око 2008. године. Оригинално, ова магистрала је била централна тачка повезивања за све системске уређаје и CPU.
Потенцијал бржег CPU-а је узалудан ако не може да донесе инструкције и податке истом брзином којом их и извршава. CPU може бити дуго време неактиван док чека да чита или пише у главну меморију, и због тога процесори високе перформансе захтевају висок проток и ниско кашњење приступа меморији. AMD је критиковао магистралу са предње стране јер је била стара и спора технологија која ограничава системске перформансе.
Модерније врсте дизајна користе point-to-point конекције као што су AMD-ов HyperTransport и Интел-ов DMI 2.0 или QuickPath Interconnect (QPI). Ове имплементације уклањају традиционални северни мост у корист директне везе од CPU-а до Platform Controller Hub, јужног моста или I/O контролера.
У традиционалноји архитектури, магистрала са предње стране је служила као непосредна веза података између CPU-а и свих других уређаја у систему укључујући и главну меморију. У системима базираним на HyperTransport и QPI, системској меморији се приступа преко меморијског контролера интегрисаног у CPU, остављајући другима да користе проток на HyperTransport или QPI вези. Ово повећава комплексност CPU дизајна али дозвољава већи проток као и боље скалирање у мултипроцесорским системима.

## Брзина преноса
Максимални теоретски проток магистрале са предње стране је одређен производом ширине путање података, фреквенције (тактови по секунди) и броја преноса података по тактном циклусу. На пример, 64-bit (8-byte) широка FSB која ради на фреквенцији од 100 MHz и извршава 4 трансфера по циклусу, има проток од 3200 мегабајта по секунди (MB/s):
8 B × 100 MHz × 4/cycle = 3200 MB/s
Број преноса по циклусу такта зависи од технологије која се користи. На пример, GTL+ има 1 пренос/циклус, EV6 2 пренос/циклус, и AGTL+ 4 пренос/циклус. Интел назива технику четири преноса по циклусу Quad Pumping.
Велики број произвођача пишу фреквенцију магистрале са предње стране у MHz, али маркетиншки материјал обично наводи теоретску ефективну стопу сигнализације (која се обично назива мегатрансфер по секунди или MT/s). На пример, ако матична плоча (или процесор) има магистралу подешену на 200 MHz и врши 4 преноса по тактном циклусу, FSB се оцењује са 800 MT/s. Проток магистрале са предње стране одређује број преноса сваког тактног циклуса, фреквенције, и броја битова у сваком преношењу.
Спецификације неколико генерација популарних процесора се налазе у доњим табелама.

### Интелови процесори
| Процесор                     | FSB фреквенција (MHz) | Преноса/Циклусу | Ширина магистрале | Брзина преноса (MB/sec) |
| ---------------------------- | --------------------- | --------------- | ----------------- | ----------------------- |
| Pentium                      | 50 - 66               | 1               | 64-bit            | 400 - 528               |
| Pentium Overdrive            | 25 - 66               | 1               | 64-bit            | 200 - 528               |
| Pentium Pro                  | 60 / 66               | 1               | 64-bit            | 480 - 528               |
| Pentium MMX                  | 60 / 66               | 1               | 64-bit            | 480 - 528               |
| Pentium MMX Overdrive        | 50 / 60 / 66          | 1               | 64-bit            | 400 - 528               |
| Pentium II                   | 66 / 100              | 1               | 64-bit            | 528 / 800               |
| Pentium II Xeon              | 100                   | 1               | 64-bit            | 800                     |
| Pentium II Overdrive         | 60 / 66               | 1               | 64-bit            | 480 - 528               |
| Pentium III                  | 100 / 133             | 1               | 64-bit            | 800 / 1064              |
| Pentium III Xeon             | 100 / 133             | 1               | 64-bit            | 800 / 1064              |
| Pentium III-M                | 100 / 133             | 1               | 64-bit            | 800 / 1064              |
| Pentium 4                    | 100 / 133             | 4               | 64-bit            | 3200 - 4256             |
| Pentium 4-M                  | 100                   | 4               | 64-bit            | 3200                    |
| Pentium 4 HT                 | 133 / 200             | 4               | 64-bit            | 4256 / 6400             |
| Pentium 4 HT Extreme Edition | 200 / 266             | 4               | 64-bit            | 6400 / 8512             |
| Pentium D                    | 133 / 200             | 4               | 64-bit            | 4256 - 6400             |
| Pentium Extreme Edition      | 200 / 266             | 4               | 64-bit            | 6400 / 8512             |
| Pentium M                    | 100 / 133             | 4               | 64-bit            | 3200 / 4256             |
| Pentium Dual-Core            | 200 / 266             | 4               | 64-bit            | 6400 / 8512             |
| Pentium Dual-Core Mobile     | 133 - 200             | 4               | 64-bit            | 6400 - 8512             |
| Celeron                      | 66 - 200              | 1-4             | 64-bit            | 528 - 6400              |
| Celeron Mobile               | 133 - 200             | 1-4             | 64-bit            | 4256 - 6400             |
| Celeron D                    | 133                   | 4               | 64-bit            | 4256                    |
| Celeron M                    | 66 - 200              | 1-4             | 64-bit            | 528 - 6400              |
| Celeron Dual-Core            | 200                   | 4               | 64-bit            | 6400                    |
| Celeron Dual-Core Mobile     | 133 - 200             | 4               | 64-bit            | 4256 - 6400             |
| Itanium                      | 100 / 133             | 1               | 64-bit            | 800 / 1064              |
| Itanium 2                    | 100 - 166             | 4               | 64-bit            | 3200 - 5312             |
| Xeon                         | 100 - 400             | 4               | 64-bit            | 3200 - 12800            |
| Core Solo                    | 133 / 166             | 4               | 64-bit            | 4256 / 5312             |
| Core Duo                     | 133 / 166             | 4               | 64-bit            | 4256 / 5312             |
| Core 2 Solo                  | 133 - 200             | 4               | 64-bit            | 4256 - 6400             |
| Core 2 Duo                   | 200 - 333             | 4               | 64-bit            | 6400 - 10656            |
| Core 2 Duo Mobile            | 133 - 266             | 4               | 64-bit            | 4256 - 8512             |
| Core 2 Quad                  | 266 / 333             | 4               | 64-bit            | 8512 / 10656            |
| Core 2 Quad Mobile           | 266                   | 4               | 64-bit            | 8512                    |
| Core 2 Extreme               | 266 - 400             | 4               | 64-bit            | 8512 - 12800            |
| Core 2 Extreme Mobile        | 200 / 266             | 4               | 64-bit            | 6400 / 8512             |
| Atom                         | 100 - 166             | 4               | 64-bit            | 3200 - 5312             |

### AMD processors
| Процесор        | FSB фреквенција (MHz) | Преноса/Циклусу | Ширина магистрале | Брзина преноса (MB/sec) |
| --------------- | --------------------- | --------------- | ----------------- | ----------------------- |
| K5              | 50 - 66               | 1               | 64-bit            | 400 - 528               |
| K6              | 66                    | 1               | 64-bit            | 528                     |
| K6-II           | 66 - 100              | 1               | 64-bit            | 528 - 800               |
| K6-III          | 66 / 100              | 1               | 64-bit            | 528 - 800               |
| Athlon          | 100 / 133             | 2               | 64-bit            | 1600 - 2128             |
| Athlon XP       | 100 / 133 / 166 / 200 | 2               | 64-bit            | 1600 - 3200             |
| Athlon MP       | 100 / 133             | 2               | 64-bit            | 1600 - 2128             |
| Mobile Athlon 4 | 100                   | 2               | 64-bit            | 1600                    |
| Athlon XP-M     | 100 / 133             | 2               | 64-bit            | 1600 - 2128             |
| Duron           | 100 / 133             | 2               | 64-bit            | 1600 - 2128             |
| Sempron         | 166 / 200             | 2               | 64-bit            | 2656 - 3200             |